# Forsskaolea angustifolia
Forsskaolea angustifolia är en nässelväxtart som beskrevs av Anders Jahan Retzius. Forsskaolea angustifolia ingår i släktet Forsskaolea och familjen nässelväxter. Inga underarter finns listade i Catalogue of Life.